# Olive McKean
Olive McKean   (Chehalis, 10 d'agost de 1915 - Troutdale, 31 de març de 2006), també coneguda amb el nom de casada Olive Mucha, va ser una nedadora estatunidenca que va competir durant la dècada de 1930.
El 1936 va prendre part en els Jocs Olímpics de Berlín, on disputà dues proves del programa de natació. Guanyà la medalla de bronze en la competició dels 4×100 metres lliures formant equip amb Katherine Rawls, Bernice Lapp i Mavis Freeman, mentre en els 100 metres lliures finalitzà en sisena posició. En el seu palmarès també destaquen els títols dels 100 metres lliures de l'AAU de 1934 i1935.